# راندال بيلي
راندال بيلي (بالإنجليزية: Randall Bailey)‏ مواليد 13 سبتمبر 1974 في أوبا لوكا، فلوريدا، الولايات المتحدة، هو ملاكم أمريكي يصنف ضمن فئة وزن الوسط بدأ مسيرته الاحترافية سنة 1996.

## إحصائيات
خاض خلال مسيرته 56 نزالا، فاز في 46 وخسر في 9. فاز بالضربة القاضية في 37 نزالا.

## روابط خارجية
- راندال بيلي على موقع بوكس ريك (الإنجليزية) (registration required)